# 문학산
문학산(文鶴山)은 인천광역시 미추홀구와 연수구를 경계로 하는 한국의 화강암 산이며 높이는 해발 217 m 이다. 문학산에는 문학산성이 있으며, 아울러 제2경인고속도로와 바로 접속이 가능한 문학 나들목이 있다. 문학산은 길마산, 수리봉, 문학산정상, 연경산, 서달산 등이 동에서 서쪽으로 길게 이어져 산맥을 이루고 있어 인천광역시 연수구의 지붕이라고 일컬을 수 있는 산이다. 이 곳은 등산코스만 대여섯 개 정도가 있어 사람들이 즐겨찾는다. 또한 생활 주거지와 인접해 있어 마실 가듯 산을 오를 수 있으며, 연수구와 미추홀구를 품고 있는 산이다.

## 주변 시설
- 체육시설 : 인천문학경기장, 문학 야구장
- 공원 : 관교공원
- 관광지 : 인천향교, 문학산성
- 전철역 : 문학경기장역
- 버스 터미널 : 인천종합버스터미널
- 도로 시설물 : 문학터널
- 고속도로 : 제2경인고속도로

## 조망권
문학산의 조망권은 철마산과 마찬가지로 인천광역시 전체를 한눈에 조망이 가능하나, 인근의 경기도 안산시, 시흥시, 부천시까지 볼 수 있다.